# Liste der Patriarchen von Konstantinopel der Armenischen Apostolischen Kirche
Die folgenden Personen waren armenisch-apostolische Patriarchen des Patriarchats von Konstantinopel:
- Hovakim von Bursa (1461–1478)
- Nigołayos (1478–1489)
- Garabed (1489–1509)
- Mardiros I. (1509–1526)
- Krikor I. (1526–1537)
- Asdvadzadur I. (1537–1550)
- Stepanos I. (1550–1561)
- Diradur (1561–1563 und 1596–1599)
- Hagop I. (1553–1573)
- Hovhannes I. von Diyarbakir (1573–1581)
- Thovma I. von Kaghadia (1581–1587)
- Sargis I. von Zeitun (1587–1590 und 1592–1596)
- Hovhannes II. (1590–1591)
- Azaria von Djulfa (1591–1592)
- Sarkis (1592–1596)
- Melkisedeg I. von Garni (1599–1600)
- Hovhannes III. von Konstantinopel (der Taube) (1600–1601, 1610–1611, 1621–1623 und 1631–1636)
- Grigor II. von Caesarea (1601–1608, 1611–1621 und 1623–1626)
- Zacharia I. von Van (1626–1631 und 1636–1639)
- David (1639–1641, 1643–1644, 1644–1649 und 1650–1651)
- Kirakos von Jerewan (1641–1642)
- Khatchatour I. von Sivas (1642–1643)
- Thovmas II. von Aleppo (1644 und 1657–1659)
- Eghiazar von Aintab (1651–1652), später Patriarch von Jerusalem und danach Katholikos in Etschmiadsin († 1691)
- Hovhannes IV. (1652–1655)
- Mardiros II. von Kafa (1659–1660)
- Ghazar von Sivas (1660–1663)
- Hovhannes V. (1663–1664 und 1665–1667)
- Sargis II. von Rodosto (1664–1665 und 1667–1670)
- Stephanos II. von Meghri (1670–1674)
- Hovhannes VI. von Amasia (1674–1675)
- Andreas von Konstantinopel (1675–1676)
- Karapet II. von Caesarea (1676–1679, 1680–1681, 1681–1684, 1686–1687 und 1688–1689)
- Sargis III. (1679–1689)
- Thoros von Konstantinopel (1681 und 1687–1688)
- Ephrem (1684–1686, 1694–1698 und 1701–1702)
- Khatchatour II. (1688)
- Matheos I. von Caesarea (1692–1694)
- Melkisedeg II. (1698–1699 und 1700–1701)
- Mechitar (1699–1700)
- Avetik von Tokat (1702–1703 und 1704–1706; 1706-† 1711 als Gefangener in Frankreich)
- Galoust von Amasia (1703–1704)
- Nerses I. von Balat (1704)
- Martyros III. von Erzincan (1706)
- Michael von Harput (1706–1707)
- Sahag I. (1707 und 1708–1714)
- Hovhannes VII. von Smyrna (1707–1708)
- Hovhannes VIII. von Gandzak (1714–1715)
- Hovhannes IX. Kolot aus Bitlis (1715–1741)
- Hagop II. Nalyan (1741–1749)
- Brokhoron I. (1749)
- Minas I. (1749–1751)
- Kevork I. (1751–1752)
- Hagop II. Nalyan (1752–1764)
- Krikor III. Basmadschian (1764–1773)
- Zacharia II. (1773–1781 und 1782–1799)
- Hovhannes X. von Hamadan (1781–1782)
- Daniel I. von Surmari (1799–1800)
- Hovhannes XI. von Bayburt (1800–1801 und 1802–1813)
- Krikor IV. (1801–1802)
- Abraham I. (1813–1815)
- Boghos I. Krikorian (1815–1823)
- Garabet III. von Balat (1823–1831)
- Stepanos III. Zacharian (1831–1839 und 1840–1841)
- Hagopos III. Serobian (1839–1840 und 1848–1856)
- Astvatzatour (Astvadzadur) II. von Konstantinopel (1841–1844)
- Matheos II. (1844–1848)
- Kevork II. Kerestedschian von Konstantinopel (1856–1860)
- Sargis V. Kuyumdschian von Adrianopel (1860–1861)
- Stephanos Maghakian (1861–1863)
- Boghos II. Taktakian von Brussa (1863–1869)
- Ignatios I. Kakmadschian von Konstantinopel (1869)
- Mkrtitsch Chrimjan von Van (1869–1873)
- Nerses II. Varjapetian von Konstantinopel (1874–1884)
- Harutiun I. Vehabedian (1885–1888)
- Choren I. Aschekian Keremettzi(1888–1894)
- Matheos III. Izmirlian von Konstantinopel (1894–1896 und 1908)
- Malachia Ormanian von Konstantinopel (1896–1908) († 1918)
- Yeghische Tourian von Konstantinopel (1909–1910), später Patriarch von Jerusalem
- Hovhannes XII. Arscharouni von Konstantinopel (1911–1913)
- Zaven Der Yeghiayan von Bagdad (1913–1922), 1916–1919 amtsenthoben und exiliert († 1947)
- Sedisvakanz (1922–1927)
- Mesrob Naroyan von Musch (1927–1943)
- Sedisvakanz (1944–1950), Erzbischof Georg Aslamian
- Karekin I. Khachadourian (1951–1961)
- Shenork Kaloustian (1963–1990)
- Karekin II. Kazanjian (1990–1998)
- Mesrop Mutafyan (1998–2019)
- Sahag II. Maschalian (2019–)